# NGC 2394
NGC 2394 — рассеянное звёздное скопление либо астеризм в созвездии Малого Пса. Открыто Уильямом Гершелем в 1785 году. По разным оценкам, находится на расстоянии 660—940 парсек от Земли, имеет возраст 0,9—1,1 миллиарда лет, содержание элементов тяжелее гелия в звёздах — 1,9%. Согласно другим данным, NGC 2394 — астеризм, звёзды в котором физически не связаны друг с другом.
Этот объект входит в число перечисленных в оригинальной редакции «Нового общего каталога».